# سافاری پلاس
سافاری پلاس (به انگلیسی: Safari Plus) یک شرکت هواپیمایی است. دفتر مرکزی سافاری پلاس در دارالسلام، تانزانیا واقع شده‌است و قطب این شرکت هواپیمایی در فرودگاه بین‌المللی ژولیوس نیرر قرار دارد و به ۴ مقصد، پرواز مستقیم انجام می‌دهد.